# ナイル・サハラ語族
ナイル・サハラ語族（ナイル・サハラごぞく、Nilo-Saharan langauges）は、アフリカのナイル川、シャリ川の上流の地域（ヌビアも含む）に分布する語族。話者は言語学者メリット・ルーレンの1987年の調査によると1100万人とされる。

## 概要
ナイル・サハラ語族にどの言語を含めるかについては異論がある。
1963年にジョーゼフ・グリーンバーグが著書「The Languages of Africa」でナイル・サハラ語族の各語派の分類説を発表した。特にソンガイ語について意見が分かれた。エスノローグ（Ethnologue）、アンベッサ・テフェラ（Anbessa Tefera）、ペーター・ウンゼト（Peter Unseth）はシャボ語も含まれるとしたが採用されなかった。後にクリストファー・エーレト（Christopher Ehret）が周囲に同族の言語がない孤立した言語であるという説を立てた。
カドゥ諸語はグリーンバーグを踏襲してコルドファン語派に含まれるとする説、ロジャー・ブレンチ(Roger Blench)などのナイル・サハラ語族に含まれるとする説、エーレトなどの孤立した言語とする説がある。
標準の分類ではニジェール・コンゴ語族とされるマンデ語派もソンガイ語との類似からナイル・サハラ語族に含まれるとする説が出ている。
古代クシュ国のメロエ語も含まれるのではないかという説があるが情報が少なすぎて決定には至っていない。
また同様に最近まで母語話者のいたウガンダのオロポム語が、クリアク語派やナイル諸語と同系ではないかといわれることがある。
さらにニジェール・コンゴ語族との関係が取り沙汰されることもある。エドガー・グレゲルセン（Edgar Gregersen ,1972) が両者を合併してコンゴ・サハラ語族を立てたり、上記のブレンチ（1995）がニジェール・コンゴ語をナイル・サハラ語族（中央スーダン語派）に編入する案を出したりしているが、保留の態度が主流である。
このようにどの言語をナイル・サハラ語族に含めるかは様々な説があり、そもそも全く別系統の言語の寄せ集め（ゴミ箱分類群）という説もある。

## 分類

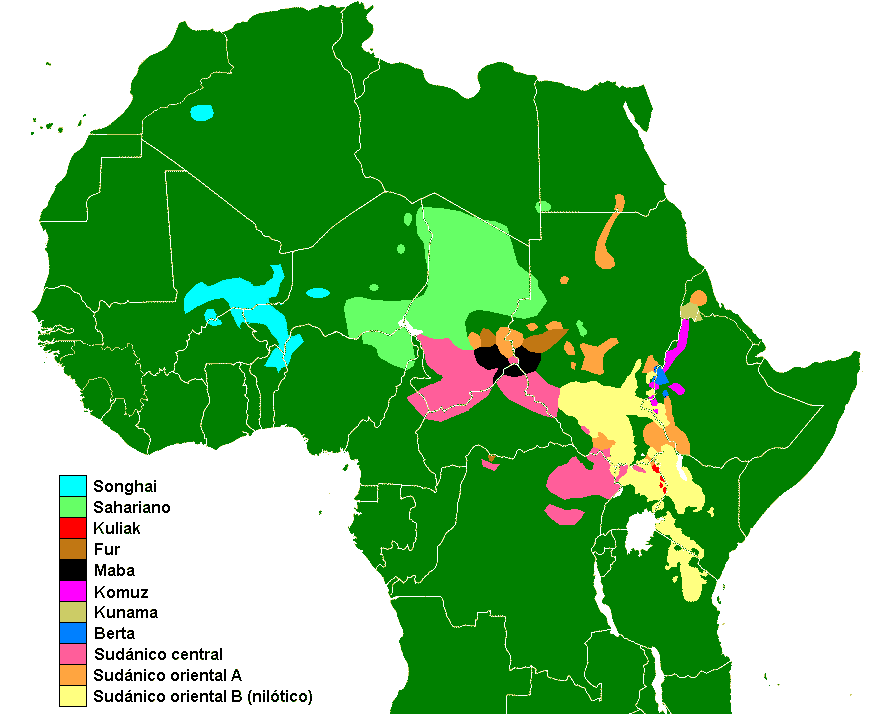
ナイル・サハラ諸語の分布

### グリーンバーグ 1963年
ジョーゼフ・グリーンバーグの著書「The Languages of Africa」（1963年）によると語派は以下のようになる。
1. コムズ語派（英語版） (Koman)
2. サハラ語派（英語版） (カヌリ語を含む)
3. ソンガイ語派（英語版）
4. フル語派
5. マバン語派（英語版）
6. (シャリ・ナイル語派 - 英: Chari–Nile） - 後に否定され,以下の 四派に分割された
  1. 中央スーダン語派（英語版）
  2. クナマ語派（英語版）
  3. ベルタ語派（英語版）
  4. 東スーダン語派（英語版）
    1. ヌビア諸語
    2. ナイル諸語
      1. ルオ語

### ベンダー 1997年
リオネル・ベンダー 以下のように分類している。（1989年のものをわずかに変更）
1. ソンガイ語（英語版）
2. サハラ語派（英語版）
3. クリアク語派（英語版）
4. 中央部と周辺部
  1. マバン語派（英語版）
  2. フル語
  3. ベルタ語派（英語版）
  4. クナマ語派（英語版）
  5. 中央部
    1. 東スーダン語派（英語版）
    2. 中央スーダン語派（英語版）
    3. コムズ語派（英語版） (Koman)
    4. カドゥ語（英語版）

### エーレト 2001年
エーレトの分類ではベンダーよりも細かくなっている。
- コムズ語派（英語版） (Koman)
- スーダン語
  - 中央スーダン語派（英語版）
  - 北スーダン語
    - クナマ語派（英語版）
    - サハラ・サヘル語
      - サハラ語派（英語版）
      - サヘル語
        - フル語
        - トランス・サヘル語
          - 西サヘル語
            - ソンガイ語（英語版）
            - マバン語派（英語版）

          - 東サヘル語
            - アスタボラン語
              - ナラ語（バレア語）
              - 西アスタボラン語
                - ヌビア諸語
                - タマン語（ナイル・サハラ語族）

            - キル・アッバイアン語
              - イェベル語
                - 東イェベル語（＝タビ語）
                - ベルタ語派（英語版）

              - キル語
                - ヌバ山語 (＝テメイン語,ニマング語を含む)
                - ダユ語
                - スルマ・ナイル語
                  - スルマ語
                  - ナイル語

            - ルブ語 (＝クリアク語、テウソ語)

## 参考書籍
- Joseph Greenberg, 1963. The Languages of Africa (International Journal of American Linguistics 29.1). Bloomington, IN: Indiana University Press.
- Edgar Gregersen.  "Kongo-Saharan". Journal of African Languages, 11, 1:69-89. 1972.
- Roger Blench.  "Is Niger-Congo simply a branch of Nilo-Saharan?", in ed. Nicolai & Rottland, Fifth Nilo-Saharan Linguistics Colloquium.  Nice, 24-29 August 1992.  Proceedings. (Nilo-Saharan 10).  Koeln: Koeppe Verlag. 1995.  pp.36-49.
- Lionel Bender, 1997.  The Nilo-Saharan Languages: A Comparative Essay.  München.
- Christopher Ehret, 2001.  A Historical-Comparative Reconstruction of Nilo-Saharan.  Köln.